# Pierre Jean-Baptiste Beaugeard
Pierre Jean-Baptiste Beaugeard est un conventionnel régicide né le 18 février 1764 à Vitré (Ille-et-Vilaine) et mort le 3 octobre 1832 au même lieu.

## Biographie
Avocat à Vitré au moment de la Révolution, il en est un soutien actif, organisant les clubs. Il est député d'Ille-et-Vilaine à la Convention, votant la mort de Louis XVI. Commissaire du directoire exécutif près l'administration du département, il est de nouveau élu député, au Conseil des Cinq-Cents, le 25 germinal an VI. Resté à l'écart après le coup d'État du 18 Brumaire, il redevient député en 1815, pendant les Cent-Jours. Exilé comme régicide en 1816, il rentre en France en 1830.

## Sources
- « Pierre Jean-Baptiste Beaugeard », dans Adolphe Robert et Gaston Cougny, Dictionnaire des parlementaires français, Edgar Bourloton, 1889-1891 [détail de l’édition]